# Oncocephalus apiculatus
Oncocephalus apiculatus är en insektsart som beskrevs av Reuter 1882. Oncocephalus apiculatus ingår i släktet Oncocephalus och familjen rovskinnbaggar. Inga underarter finns listade i Catalogue of Life.